# Kaldbak
Kaldbak es un pueblo de las Islas Feroe, ubicado en el fiordo de Kaldbak en la costa oriental de Streymoy. En 2012 tenía una población de 230 habitantes.

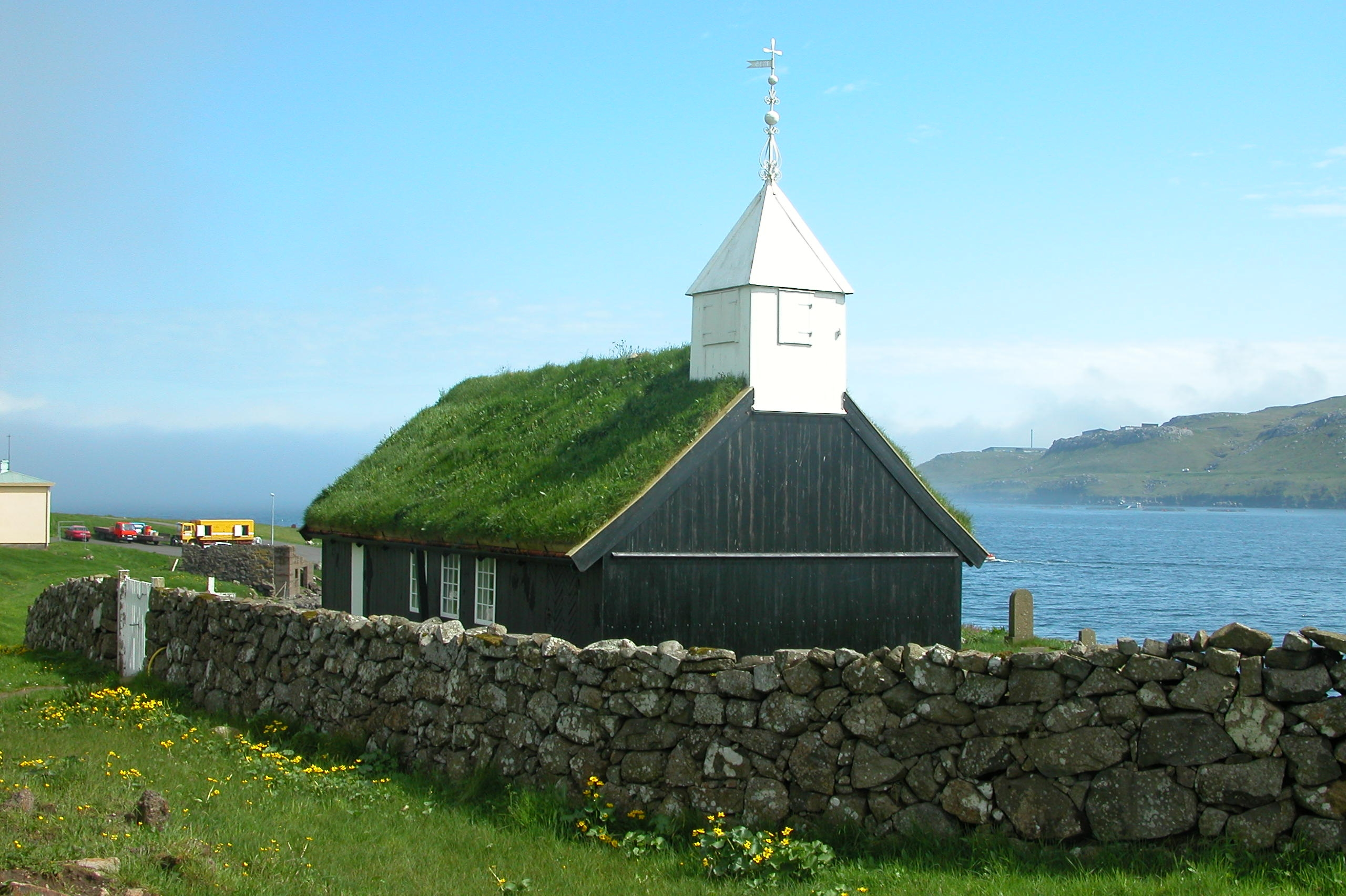
Iglesia de Kaldbak.

Por medio de excavaciones se ha determinado que Kaldbak ha estado habitada desde el siglo XI. De cualquier modo, la primera referencia al lugar es un documento de 1584. La iglesia se construyó en 1835. Kaldbak no tuvo comunicación por carretera hasta 1977, cuando se construyó la carretera a Kaldbaksbotnur; ambas localidades se conectaron a la red de carreteras de Streymoy en 1980.
Kaldbak fue la sede administrativa del municipio del mismo nombre hasta 1976, cuando éste desapareció fusionándose con Tórshavn. El municipio incluía además el vecino pueblo de Kaldbaksbotnur.